# ダライ・ラマ3世

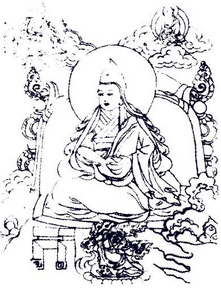
ダライ・ラマ3世

ダライ・ラマ3世（1543年-1588年）は、第3代のダライ・ラマ。略名は「スーナム・ギャツォ」（ソナムギャムツォ）。

## 経歴
モンゴルのアルタン・ハーンは、青海へ遠征した際にチベット仏教に感銘を受けた。そして、青海でゲルク派の転生僧であるスーナム・ギャツォと面会し、転輪聖王号を授かった。一方で、スーナム・ギャツォはアルタン・ハーンから「ダライ・ラマ」という称号を贈られた（従って、彼はダライ・ラマ3世とされるが、この称号を用いた最初の人物である）。
この両者の結びつきは、13世紀のクビライ以来再びモンゴルでチベット仏教が盛んになる契機となり、アルタン・ハーンの死後も教典のモンゴル語訳が続けられるなど交流は続いた。